# Martinsvögel
Die Martinsvögel waren eine schwäbische Adelsgesellschaft des 14. Jahrhunderts. Es handelte sich um ein Schutzbündnis zur gegenseitigen militärischen Unterstützung. Gelegentlich werden die Martinsvögel mit den späteren Schleglern gleichgesetzt, oder als deren Vorgänger angesehen. Diese Gleichsetzung hat sich auch dadurch zementiert, dass sie von Ludwig Uhland in seinem Gedicht Der Überfall im Wildbad übernommen wurde. Die Gleichsetzung wurde aber bereits von Stälin widerlegt.

## Geschichte
Die Quellenlage über die Gesellschaft ist nicht sehr gut. Statuten werden zwar im Zusammenhang mit einer Neugründung 1395 erwähnt, sind aber nicht erhalten. Es sind zwei Phasen dieser Gesellschaft zu erkennen, wobei keine Sicherheit darüber besteht, ob es sich bei der zweiten Phase um eine Neugründung handelt, oder ob eine Kontinuität bestand. Die ältere Gesellschaft begegnet uns erstmals 1367, als die Martinsvögel im Zusammenhang mit dem Überfall auf Wildbad genannt werden. In älterer Literatur wird fälschlicherweise als Gründungsdatum der 11. November (Martinstag) 1362 angegeben, hierbei handelt sich aber um eine namenlose Gesellschaft, die im südlichen Hessen und in der Wetterau beheimatet war und die keinerlei personelle Identität mit den Martinsvögeln aufweist.
Wenn in der älteren Literatur die Gesellschaft als „unritterlicher Kampfverband“
dargestellt wird, so ist dies auf die einseitige und moralisierende Überlieferung ihrer Gegner zurückzuführen. Der Zweck der Gesellschaft war, wie für solche Gesellschaften üblich, der gegenseitige militärische Schutz und die innere Friedenswahrung. Eberbach sah in den Martinsvögeln die erste schwäbische Vereinigung reichsunmittelbarer Ritter, die sich mit allen Mitteln der Macht der damals aufstrebenden Territorialmächte widersetzte.

## Der Überfall im Wildbad

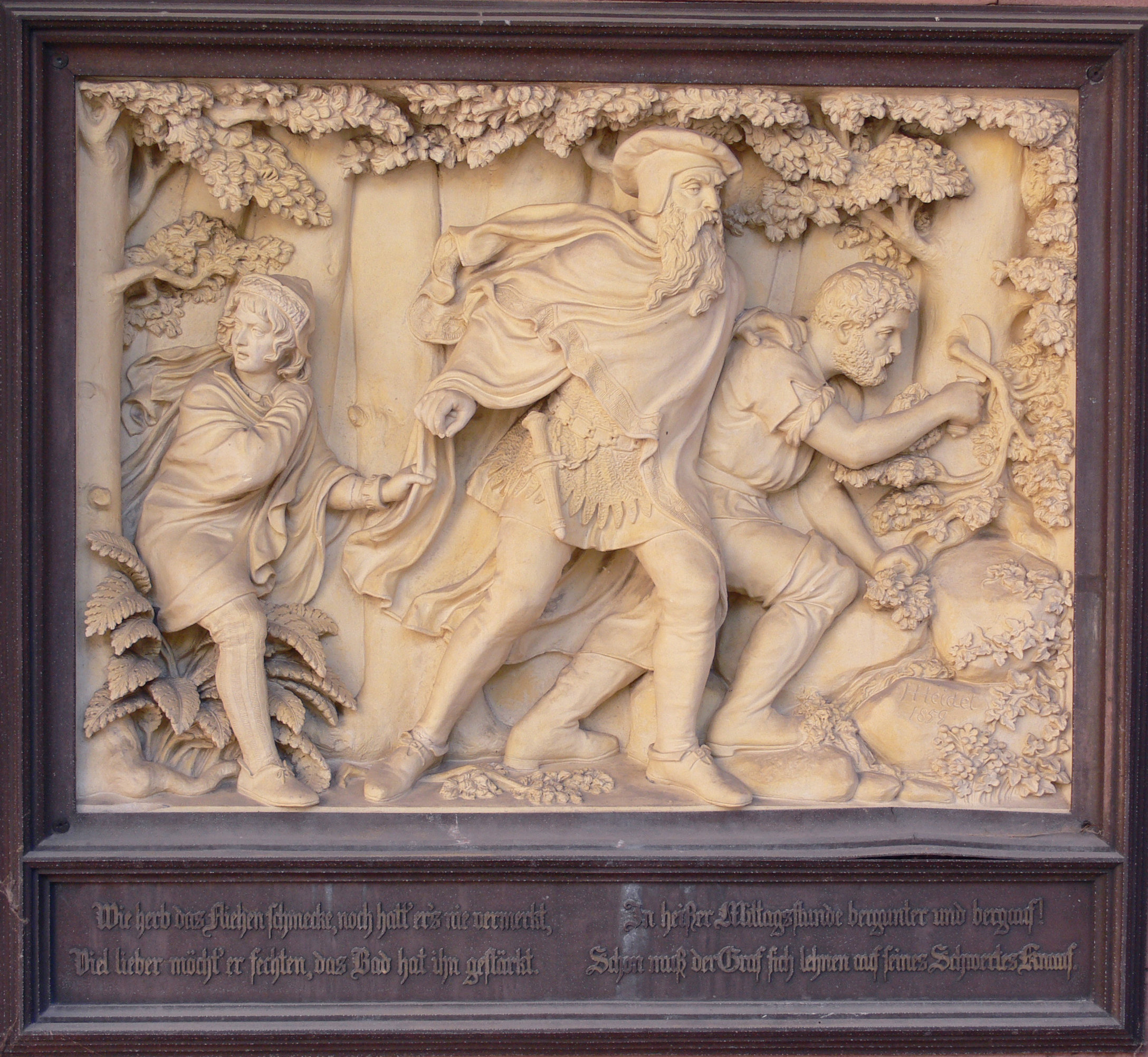
Von Uhland inspiriertes Relief in Wildbad

Eberhard von Württemberg beanspruchte die verschuldeten Territorien der Grafen von Eberstein. Die Grafen von Eberstein suchten diese Ansprüche mit Hilfe von Bundesgenossen – den Martinsvögeln – abzuwehren. Ohne Fehdeankündigung überfielen die Martinsvögel Graf Eberhard den Greiner im Wildbad (entweder Wildbad oder Teinach). Der Württemberger konnte gewarnt werden und der Angriff wurde vereitelt. Die Ebersteiner verbündeten sich nun mit Ruprecht dem Älteren von der Pfalz und den Markgrafen von Baden. Eberhard von Württemberg suchte Unterstützung bei König Wenzel und den Städten. Eine Schlichtung kam erst 1385 zustande. Als Teilnehmer am Überfall auf Seiten der Martinsvögel werden genannt: Graf Wilhelm und Graf Wolf von Eberstein, Wolf von Wunnenstein, genannt der gleißende Wolf, Konrad und Johann von Schmalenstein, Huggelin von Rappoldstein, der Malterer von Freiburg, Hans von Rosenstein, die Herren von Windeck, Aberlyn Wydenbusch, Heinrich Glatze, Kunz von Winterbusch und Johann Bosensteiner.

## Weitere Entwicklung
Nach der Einigung von 1385 kam es möglicherweise zur Auflösung des Bundes. Graf Eberhard von Württemberg war es zu diesem Zeitpunkt gelungen, wenn nicht den Bund, so doch zumindest einzelne Genossen auf seine Seite zu ziehen. In der Schlacht bei Döffingen kämpften sie an seiner Seite gegen die Städter. In dieser Zeit wird Friedrich von Hattstat als Hauptmann genannt. Als weitere Mitglieder: Junker Schwarzrudolph von Andela (Andlau), Lütelmanann von Ratzenhusen (Rathsamhausen), Andreas von Hungerstein und Gotzmann Münich von Münchstein.
Am 25. April 1395 ist die Gesellschaft dann wieder unter ihrem Namen fassbar. Es handelt sich um eine Urkunde, die die Schuldenregelung der Stadt Straßburg im Zusammenhang mit der gerade beendeten kriegerischen Auseinandersetzung regelt. Offensichtlich standen die Martinsvögel im Sold der Stadt Straßburg. Aus der Urkunde geht hervor, dass die Genossen Streitigkeiten untereinander schlichten, aber nicht in Geld- und Zinsangelegenheiten. In dieser jüngsten Zeit treten Jerathus von Rathsamshausen und Georg von Andlau als Hauptleute auf. Diese beiden Namen werden erwähnt im letzten bekannten Dokument zu den Martinsvögeln, als diese sich am 28. März 1397 bei der Stadt Straßburg für ihre Verhinderung entschuldigen.